# Carl Wuppesahl

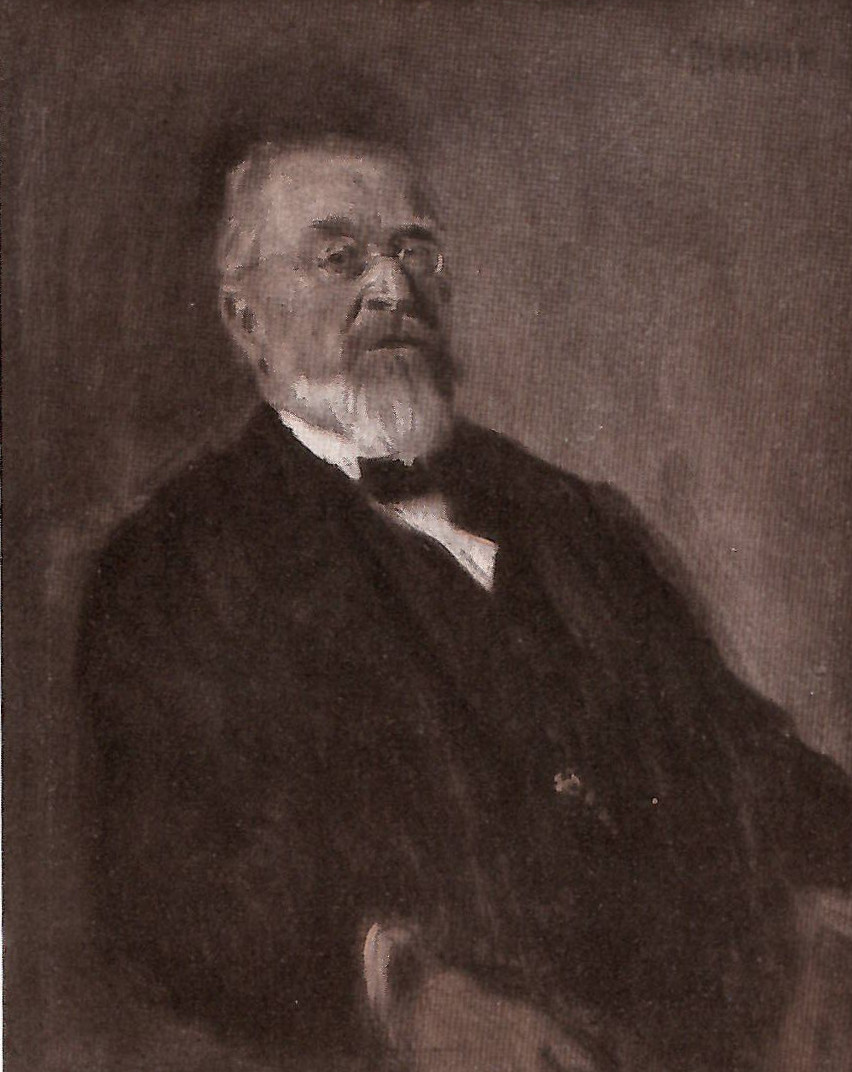
Carl Wuppesahl, Gemälde von Leo Samberger, 1914

 Carl August Wuppesahl  (* 5. Juli 1873 in Bremen; † 1. Dezember 1954 in Bremen) war ein deutscher Kaufmann und Assekuranzmakler in Bremen. 

## Biografie
Wuppesahl war der Sohn von Henrich Wuppesahl und Enkel von Carl Johann Wuppesahl, 1858 Gründer einer Assekuranzfirma für Seeversicherungen in Bremen. Carl Wuppesahl absolvierte eine Lehre als Versicherungskaufmann in Paris, London und New York. 1902 wurde er Teilhaber des Unternehmens der Familie. Er und mehrere andere Mitglieder der Familie leiteten das Unternehmen von überregionaler Bedeutung, das im Besitz seiner Familie aber auch von anderen Teilhabern war und ist. Die Geschäftsräume der Firma befanden sich in Bremen in der Langenstraße 118, ab 1865 im Börsennebengebäude, ab 1968 an der Herrlichkeit und seit 2017 als C. Wuppesahl e.K. in der Parkallee in Bremen.
Nach dem Ersten Weltkrieg war er Vertreter der Seeversicherungen im Reichsausschuss für den Wiederaufbau der deutschen Handelsflotte.
Er war Mitglied der Deutschen Volkspartei (DVP). Von 1927 bis 1933 wurde er in die Bremische Bürgerschaft gewählt. Er war in verschiedenen Aufsichtsräten vertreten und im Verwaltungsrat der Sparkasse Bremen. Seine Büchersammlung von Bremensien war bedeutsam.
Wuppesahl war mit Anna Wuppesahl, geb. Niemann, verheiratet. Beide hatten fünf Kinder. Das für sie 1901 gebaute Haus Wuppesahl, Goebenstraße 1, steht unter Denkmalschutz.

### Ehrungen
- Das Seenotrettungsboot Carl A. Wuppesahl wurde 1977 auf seinen Namen getauft.
- Das Bürohaus Herrlichkeit 1 wird auch als Bürohaus Wuppesahl bezeichnet.
- In Schwachhausen ist eine kleine Sackgasse, die Wuppesahlstraße, nach ihm benannt.